# Eucera hispaliensis
Eucera hispaliensis är en biart som beskrevs av Pérez 1902. Eucera hispaliensis ingår i släktet långhornsbin, och familjen långtungebin. Inga underarter finns listade i Catalogue of Life.